# Розен, Герман Оттонович
Барон Ге́рман Отто́нович Ро́зен (1829—1884) — российский государственный деятель, сенатор, тайный советник.

## Биография
Происходил из дворян Эстляндской губернии. Родился в семье барона Отто Евгеньевича Розена 5 (17) марта 1829 года в Ментаке; племянник декабриста Андрея Евгеньевича Розена.
Воспитывался в Александровском лицее, по окончании которого, 1 января 1849 года определился на службу в Министерство иностранных дел и 21 февраля был причислен к Департаменту внутренних сношений. В январе 1850 года перешёл младшим помощником секретаря в 1-й департамент Сената; с 16 ноября — старший помощник секретаря.
За участие 21 июня 1851 года в качестве секунданта в дуэли своего брата Генриха, корнета Кавалергардского полка, с поручиком того же полка графом Гендриковым (который был смертельно ранен), был посажен на гауптвахту, а затем, 15 октября, военный суд, судивший его брата, приговорил его к месячному аресту на гауптвахте. Отбыв наказание, он оставил гражданскую службу и 17 декабря 1854 года поступил унтер-офицером в Гусарский полк графа Радецкого. За храбрость во время обороны Севастополя получил знак отличия военного ордена, 7 апреля 1855 года был произведён в прапорщики, а затем — 18 июня награждён орденом Св. Анны 4-й степени с надписью «за храбрость», а 22 сентября — орденом Св. Станислава 3-й степени с мечами.
В декабре 1855 года был прикомандирован для разных поручений к Главному штабу и 4 марта 1856 года был переведён корнетом в Александрийский Гусарский великого князя Николая Николаевича полк, а 10 июля назначен адъютантом к командиру 3-го армейского корпуса генералу Безаку, с переводом в Ингерманландский Гросс-Герцога Саксен-Веймарского полк.
По окончании Крымской кампании вернулся на гражданскую службу; 7 июня 1857 года в чине губернского секретаря поступил в канцелярию Председателя департамента уделов; 25 июля того же года он был назначен депутатом Московской удельной конторы; с 14 февраля 1858 года исправлял должность помощника управляющего Нижегородской удельной конторой (утверждён в этой должности 31 октября 1859 года, уже после Высочайшего повеления от 12 апреля не считать наложенное ранее взыскание «препятствием к получению им наград и преимуществ, беспорочно служащим предоставленных»). С 12 декабря 1860 по 9 августа 1861 года он исправлял должность управляющего Удельной конторой; 28 августа 1861 года вышел в отставку по болезни.
Вернулся на службу менее чем через год — поступил в Министерство финансов и 1 июня 1862 года получил назначение управляющим акцизными сборами Пензенской губернии. С 20 сентября 1866 года занял ту же должность по Санкт-Петербургской губернии и с 20 мая по 1 сентября 1867 года исполнял обязанности вице-директора Департамента неокладных сборов; 20 ноября того же года был утверждён на этой должности. С 20 июня 1868 года временно управлял Департаментом и 2 октября был назначен членом податной комиссии; 1 января 1869 года был назначен управляющим Департаментом с производством в статские советники и, назначенный 24 октября постоянным членом утверждённой при Министерстве финансов комиссии для пересмотра системы податей и сборов, — 16 октября 1870 года был утверждён в звании директора Департамента неокладных сборов.
В действительные статские советники был произведён 3 декабря 1871 года, в тайные советники — 23 декабря 1877 года; 15 мая 1883 года был назначен сенатором, но вскоре тяжело заболел и 18 (30) декабря 1884 года скончался.

## Семья
Был женат с 16 сентября 1856 года на Катарине фон Мюллер.

## Награды
- орден Св. Анны 4-й ст. с надписью «за храбрость» (1855)
- орден Св. Станислава 3-й ст. с мечами (1855)
- орден Св. Анны 2-й ст. (1864)
- орден Св. Станислава 1-й ст. (1873)
- орден Св. Анны 1-й ст. (1879)
- орден Св. Владимира 2-й ст. (01.01.1883)
- австрийский орден Франца-Иосифа (1872), за участие в деле о поставке соли для Царства Польского